# 宇陀山地
宇陀山地（うださんち）とは、奈良県内にある宇陀市南部に広がる山地。宇陀市と宇陀郡曽爾村、御杖村を含む宇陀地域全域の山地を指すこともあり、この場合は高見山地（奥宇陀山地）、室生山地の一部も宇陀山地に含まれる。逆に宇陀山地全域を室生山地の一部と見なす場合もある。また標高300メートルから500メートルの口宇陀盆地は高原ともいえ北部、笠置山地に広がる大和高原に含まれる場合もある。

## 地理
中央構造線以北の地帯で、東南部は高見山地（奥宇陀山地）、東北部は室生山地、西部は竜門山地、北部は大和高原へと続いている。淀川水系の宇陀川と、これに合流する芳野（ほうの）川が南から北へ並行して流れており、両川沿いに比較的開けた小盆地が広がる。この2つの川を隔てるのは高低差100メートル以下の小丘陵となっており小盆地、小丘陵併せて一帯を口宇陀盆地ともいう。盆地とはいえ標高は300メートルから500メートルに位置し高原または高地ともいる。
なお、宇陀川は大和高原の山々により進路を東に変え並行していた芳野（ほうの）川、内牧川と合流し室生ダムを経て三重県名張市で名張川と合流する。

## 主な山
小丘陵地帯であり名の付く山は少ない。また範囲も曖昧あるため「宇陀山地の山」とされるものは少ない。

## 関連する自治体
- 宇陀市
- 御杖村
- 曽爾村

## 関連
- 大和水銀鉱山